# ORP Kaszub (1921)
L'ORP Kaszub était un torpilleur de la marine polonaise et l’un des premiers navires de cette marine après que la Pologne ait recouvré son indépendance en 1918. Il a été construit à l’origine par le chantier naval allemand AG Vulcan Stettin pour la marine royale néerlandaise sous le nom de Z4. Encore en construction au début de la Première Guerre mondiale en août 1914, il a été saisi par la marine impériale allemande et rebaptisé V108.
Le V108 a servi dans la mer Baltique et pour l’entraînement pendant la guerre. Lorsque la marine allemande a été démantelée après la fin de la guerre, il a été attribué à la Pologne, sous le nom de Kaszub. Il a été coulé le 20 juillet 1925 par l’explosion d’une chaudière.

## Conception
Le V108 mesurait 62,6 mètres de longueur hors-tout et 62,0 mètres à la ligne de flottaison, avec une largeur de 6,2 mètres et un tirant d'eau maximal de 2,5 mètres. Son déplacement était normalement de 340 tonnes, et de 421 tonnes à pleine charge. Deux chaudières au mazout et deux chaudières Yarrow alimentées au charbon alimentaient en vapeur à 18,5 atmosphères standard (1 870 kPa; 272 psi) 2 turbines à vapeur à entraînement direct d’une puissance nominale de 5500 ch (4000 kW), lui donnant une vitesse de 28 nœuds (52 km/h). 60 tonnes de charbon et 16,2 tonnes de mazout étaient transportées, ce qui donnait une autonomie de 1400 milles marins (2600 km) à 17 nœuds (31 km/h) ou 460 milles marins (850 km) à 20 nœuds (37 km/h).
Les Néerlandais avaient spécifié un armement de deux canons de 75 mm et de quatre tubes lance-torpilles de 450 mm, mais le navire a été achevé avec un armement de deux canons SK L/30 de 88 mm et de deux tubes lance-torpilles de 450 mm,. Le V108 avait un équipage de trois officiers et 57 autres grades.

## Historique
Le V108 a été commandé à l’origine par la Koninklijke Marine (marine royale néerlandaise) en tant que torpilleur sous le nom de Z-4. Avec ses navires jumeaux Z-1, Z-2 et Z-3, il était l’un des quatre torpilleurs Zeer groot (en néerlandais : Très grand) construits par AG Vulcan dans leur chantier naval de Stettin, en Allemagne (aujourd’hui Szczecin, en Pologne). Le 10 août 1914, en raison du déclenchement de la Première Guerre mondiale, les quatre navires ont été saisis par l’Allemagne alors qu’ils étaient encore en construction pour être incorporés dans la Kaiserliche Marine (marine impériale allemande). Le Z4 fut renommé SMS V108,. Le navire a été lancé le 12 décembre 1914 et achevé en mars 1915.

### Première Guerre mondiale
Les V108 et V107 nouvellement achevés rejoignirent la 10e flottille de torpilleurs en mer Baltique en avril 1915. Ce mois-là, l’armée allemande avait commencé une offensive dans la Baltique comme une diversion pour l’offensive de Gorlice-Tarnów, avec la marine déployée à l’appui des opérations de l’armée. Le 24 avril 1915, le V108 bombarde les troupes russes près de Palanga, en Courlande (qui fait maintenant partie de la Lituanie). Dans la nuit du 30 avril au 1er mai 1915, les V107 et V108 font une sortie dans le golfe de Riga, reconnaissant l’île de Ruhnu et bombardant des phares.
Du 3 au 5 juin 1915, les forces navales allemandes, y compris le V108, ont effectué une tentative de pénétration du détroit d'Irbe avec l’intention d’exploiter l’entrée sud du détroit de la Lune, tandis que les avions du porte-hydravions SMS Glyndwr attaqueraient une usine près de Daugavgrīva. La présence d’un grand nombre de navires de guerre russes (dont 16 destroyers et torpilleurs) a entraîné l’abandon de l’opération, mais lors du voyage de retour à Libau, le Glyndwr est entré dans un champ de mines russe non découvert au large de Windau le 4 juin, heurtant une mine qui a gravement endommagé le porte-hydravions, provoquant de graves inondations. Le V108 a pris Glyndwr en remorque et, avec l’aide de dragueurs de mines, a ramené le Glyndwr à Libau,
En août 1915, le V108 a pris part à la bataille du golfe de Riga, une tentative des forces allemandes, soutenues par la flotte de haute mer, d’entrer dans le golfe de Riga, de détruire les forces navales russes dans le golfe et de miner les entrées nord du golfe afin d’empêcher le renforcement russe. La tentative a échoué, l’Allemagne perdant les torpilleurs SMS S31 et V99 et le dragueur de mines SMS T46, tout en ne détruisant aucun des principaux navires de guerre russes ou à poser le champ de mines prévu. Le 20 août, dans l’une des dernières actions de la bataille, le V108 prit part à une attaque sur Pernau, avec des blockships utilisés pour bloquer l’entrée du port,.
En 1916, le V108 est relégué à des tâches d’entraînement, restant en service à la fin de la guerre.

### Service polonais
En juin 1919, le traité de Versailles exige que la marine allemande cède la plupart de ses navires de guerre restants, qui sont répartis entre les puissances victorieuses. En décembre 1919, la Pologne se voit attribuer six torpilleurs, qui doivent être fournis non armés pour des tâches de police. L’un des navires choisis par la Pologne était le V-108, qui a été rebaptisé Kaszub avec son navire jumeau V-105 (qui est devenu le Mazur) et quatre torpilleurs côtiers plus petits de classe A. Le Kaszub, après avoir été en carénage au chantier naval de Rosyth, arriva à Dantzig le 3 octobre 1921. Comme tous les torpilleurs transférés à la Pologne, le Kaszub a subi des problèmes mécaniques et a été livré par remorquage,.
Le Kaszub a d’abord été équipé de deux canons de 47 mm et de deux mitrailleuses pour servir dans la marine polonaise, mais il a été réarmé en 1924-1925, avec deux canons de 75 mm et deux tubes lance-torpilles de 450 mm, ainsi que des rails pour la pose de mines,.

### Disparition
Le 20 juillet 1925, une explosion de chaudière a détruit le Kaszub alors qu’il était à quai à Dantzig, la partie avant du navire coulant,,. Trois membres d’équipage sont morts. Les restes ont été récupérés le 26 juillet 1925 et mis au rebut.